# Okręg wyborczy Bristol North
Okręg wyborczy Bristol North powstał w 1885 r. i wysyłał do brytyjskiej Izby Gmin jednego deputowanego. Okręg obejmował północną część miasta Bristol. Został zlikwidowany w 1950 roku.

## Deputowani do brytyjskiej Izby Gmin z okręgu Bristol North
- 1885–1892: Lewis Fry, Partia Liberalna, od 1886 Partia Liberalno-Unionistyczna
- 1892–1895: Charles Townsend, Partia Liberalna
- 1895–1900: Lewis Fry, Partia Liberalno-Unionistyczna
- 1900–1906: Frederick Wills, Partia Liberalno-Unionistyczna
- 1906–1918: Augustine Birrell, Partia Liberalna
- 1918–1922: Edwin Stanley Gange, Partia Liberalna
- 1922–1923: Henry Guest, Narodowa Partia Liberalna
- 1923–1924: Walter Ayles, Partia Pracy
- 1924–1929: Frederick Guest, Partia Liberalna
- 1929–1931: Walter Ayles, Partia Pracy
- 1931–1945: Robert Bernays, Partia Liberalna, od 1936 r. Narodowa Partia Liberalna
- 1945–1950: William Coldrick, Co-operative Party